# 白牙 (查蒂·史密斯小说)
《白牙》（英語：White Teeth）為英國作家查蒂·史密斯於2000年所出版的小說，出版後隨即獲得多個獎項，包括詹姆斯·泰特·布萊克紀念獎、英联邦作家最佳处女奖、惠布瑞特最佳处女作奖、贝蒂·特拉斯克奖、法兰克福电子书最佳小说奖。

## 故事簡介
30年的婚姻破滅，阿吉隨即在一個混亂的派對中與牙買加籍的克拉拉結緣，並誕下混血女兒喬麗，阿吉戰時的好友薩馬德亦在差不多時間誕下雙胞胎兒子邁勒特和馬吉德。孟加拉籍的薩馬德在兒子十歲時，決定將馬吉德送和孟加拉接受穆斯林的訓練，留下的兒子卻成為街頭的小混混。多年時間過去，馬吉德卻嚮往英式生活，邁勒特卻成為極端宗教主義的信徒，喬麗則懷孕了，卻不知道胎兒的父親是誰，揭開了一場移民後代、混血兒、有色人種的宗教、道德及倫理的混戰。